# Mårten Boström

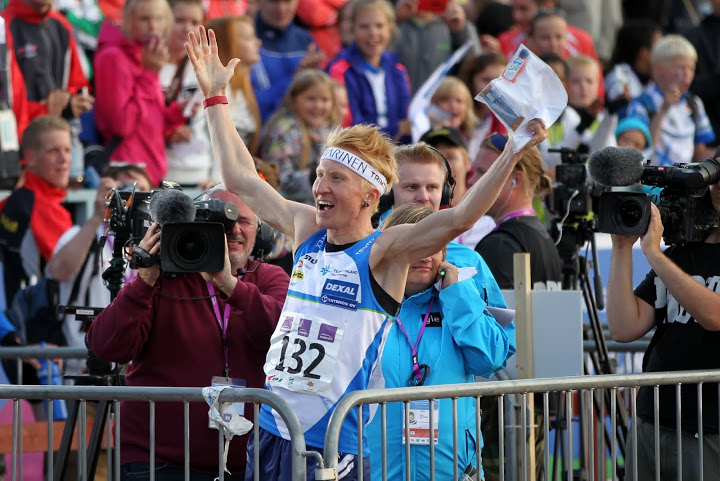
Mårten Boström (2013)

Mårten Bernt Erik Boström (* 3. August 1982 in Kirkkonummi) ist ein finnischer Leichtathlet und Orientierungsläufer. 2013 wurde er Weltmeister über die Sprintdistanz im Orientierungslauf.

## Karriere
Mårten Boström wurde 1982 als jüngstes von vier Kindern im südfinnischen Kirkkonummi in eine orientierungslaufbegeisterte Familie geboren. Sein zwölf Jahre älterer Bruder Mikael Boström wurde 1997 und 1999 mit der finnischen Staffel jeweils Vizeweltmeister. Bereits im Alter von vier Jahren hatte er seine ersten Kontakte mit dem Orientierungslauf.
Boström gewann 2004 die Bronzemedaille im Sprint bei den Orientierungslauf-Europameisterschaften. 2005 wurde er in dieser Disziplin auch finnischer Meister. Zwischen 2004 und 2007 nahm er viermal in Folge bei Orientierungslauf-Weltmeisterschaften teil und erreichte dabei als bestes Resultat einen neunten Platz. Danach widmete er sich dem Ziel, sich für den olympischen Marathon zu qualifizieren. 2008 hätte er eine Zeit von 2:15 Stunden benötigt, die er aber mit 2:18:51 h, aufgestellt beim Marathonlauf im kanadischen Ottawa, verfehlte. Auch 2012 versuchte er sich für die Olympischen Spiele zu qualifizieren. Beim Rotterdam-Marathon am 15. April 2012 blieb er aber mit 2:21:03 h erneut über der Qualifikationszeit. Daraufhin rückte sein Augenmerk wieder auf den Orientierungslauf und die bevorstehenden Heimweltmeisterschaften 2013 in Finnland, bei denen er dann überraschend den Wettbewerb über die Sprintdistanz gewann.
Boström ist mit der Orientierungsläuferin Matleena Boström (geborene Ojapalo) verheiratet. Vor seinem Wechsel zum schwedischen Klub IFK Lidingö 2013 gehörte er den finnischen Vereinen Lynx und Turun Metsäkivijät an. Boström studierte Geoinformationswissenschaften an der Northern Arizona University (B.Sc.) und Universität Helsinki (M.Sc.).

## Platzierungen

### Leichtathletik
Finnische Meisterschaften:
- 2. Platz im Crosslauf 2007
- 3. Platz im Crosslauf 2006, im 10.000-Meter-Lauf 2006 und im 3000-Meter-Hindernislauf 2009

### Orientierungslauf
Weltmeisterschaften:
- 2004: 17. Platz Sprint
- 2005: Quali Sprint
- 2006: 13. Platz Sprint
- 2007: 9. Platz Sprint
- 2013: 1. Platz Sprint
- 2015: 4. Platz Sprint

Europameisterschaften:
- 2004: 3. Platz Sprint

Finnische Meisterschaften:
- 1. Platz im Sprint 2005
- 2. Platz im Sprint 2003 und 2004

## Bestleistungen
- 800-Meter-Lauf: 2:02,89 min am 31. Mai 2007 in Helsinki
- 1500-Meter-Lauf: 4:03,62 min am 6. Juli 2010 in Helsinki
- 3000-Meter-Lauf: 8:22,53 min am 19. März 2006 in Tempe (Arizona)
- 3000 Meter Hindernis: 9:05,44 min am 30. Juni 2010 in Espoo
- 5000-Meter-Lauf: 14:21,76 min am 13. April 2006 in Walnut (Kalifornien)
- 10.000-Meter-Lauf: 29:16,68 min am 5. April 2008 in Palo Alto
- Halbmarathon: 1:05:59 h am 20. April 2008 in Siuntio
- Marathonlauf: 2:18:51 h am 25. Mai 2008 in Ottawa